# Oclusiva dental surda
A oclusiva dental surda é um tipo de fone consonantal empregado em alguns idiomas, sendo uma variação da consoante oclusiva alveolar surda ([t]). O símbolo deste som no alfabeto fonético internacional é [t̪] quanto no X-SAMPA é t_d. À semelhança da oclusiva dental sonora, este som ocorre no português em dialetos do norte de Portugal, como o açoriano e o transmontano, à semelhança da pronúncia do "d" castelhano, e no português brasileiro nos dialetos interiorano e recifense. É caracterizado pela forte pronúncia dentialveolar antes do som da vogal /i/ em palavras como "time" e "dente". No resto de Portugal e nos dialetos portugueses do continente africano, adota-se a pronúncia da oclusiva alveolar surda antes de /i/. Já no português brasileiro, adota-se a a pronúncia da oclusiva alveolar surda apenas nos dialetos dialeto sulista e a maioria dos nordestinos, e nos demais dialetos são realizadas africadas pós-alveolares surdas (/tʃ/) antes de /i/. Outros idiomas onde a oclusiva dental surda ocorre são a língua inglesa e as línguas neolatinas e similares, como castelhano, italiano, francês e romeno.

## Características
- Seu modo de articulação é oclusivo, ou seja, produzida pela obstrução do fluxo de ar no trato vocal.
- Como a consoante também é oral, sem saída nasal, o fluxo de ar é totalmente bloqueado e a consoante é uma plosiva.
- É dental, o que significa que é articulado com a ponta ou a lâmina da língua nos dentes superiores, denominados respectivamente apical e laminar.
- Sua fonação é surda, o que significa que é produzida sem vibrações das cordas vocais. Em alguns idiomas, as cordas vocais estão ativamente separadas, por isso é sempre sem voz; em outras, as cordas são frouxas, de modo que pode assumir a abertura de sons adjacentes.
- É uma consoante oral, o que significa que o ar só pode escapar pela boca.
- O mecanismo de fluxo de ar é pulmonar, o que significa que é articulado empurrando o ar apenas com os pulmões e o diafragma, como na maioria dos sons.

## Ocorrência
| Línguas             | Línguas             | Palavras               | AFI                    | Significado             | Notas |
| ------------------- | ------------------- | ---------------------- | ---------------------- | ----------------------- | --- |
| Aleúte              | Aleúte              | tiistax̂                | [t̪iːstaχ]              | Massa                   | Laminar denti-alveolar. |
| Armênio             | Oriental            | տուն                   | [t̪'un]ⓘ                | Casa                    | Laminar denti-alveolar. |
| Assírio neoaramaico | Assírio neoaramaico | [t̪lɑ]                  | [t̪lɑ]                  | Três                    | |
| Basquir             | Basquir             | дүрт / dürt            | [dʏʷrt]ⓘ               | Quatro                  | Laminar denti-alveolar. |
| Bielorrusso         | Bielorrusso         | стагоддзе              | [s̪t̪äˈɣod̪d̪͡z̪ʲe]          | Século                  | Laminar denti-alveolar. |
| Basco               | Basco               | toki                   | [t̪oki]                 | Lugar                   | Laminar denti-alveolar. |
| Bengali             | Bengali             | তুমি                     | [t̪umi]                 | Você                    | Laminar denti-alveolar. Contrasta com forma aspirada.                                                                                                 |
| Catalão             | Catalão             | tothom                 | [t̪uˈt̪ɔm]               | Todo mundo              | Laminar denti-alveolar. |
| Chinês              | Hacá                | 他 ta3                 | [t̪ʰa˧]                 | Ele                     | Laminar denti-alveolar. Contrasta com forma não-aspirada.                                                                                             |
| Tchuvache           | Tchuvache           | ут                     | [ut]                   | Cavalo                  | |
| Dinka               | Dinka               | mɛth                   | [mɛ̀t̪]                  | Criança                 | Laminar denti-alveolar, contrasta com alveolar /t/.                                                                                                   |
| Holandês            | Belga               | taal                   | [t̪aːl̪]                 | Língua                  | Laminar denti-alveolar. |
| Inglês              | Dublin              | thin                   | [t̪ʰɪn]                 | Fino                    | Laminar denti-alveolar, corresponde a [θ] em outros dialetos; em Dublin pode ser [t͡θ] no lugar.                                                       |
| Inglês              | Indian              | thin                   | [t̪ʰɪn]                 | Fino                    | Laminar denti-alveolar, corresponde a [θ] em outros dialetos; em Dublin pode ser [t͡θ] no lugar.                                                       |
| Inglês              | Sul da Irlanda      | thin                   | [t̪ʰɪn]                 | Fino                    | Laminar denti-alveolar, corresponde a [θ] em outros dialetos; em Dublin pode ser [t͡θ] no lugar.                                                       |
| Inglês              | Ulster              | train                  | [t̪ɹeːn]                | Trem                    | Laminar denti-alveolar. Alofone de /t/ antes de /r/, com variação livre com a parada alveolar.                                                        |
| Esperanto           | Esperanto           | Esperanto              | [espeˈran̪t̪o]           | Quem tem esperança      | |
| Finlandês           | Finlandês           | tutti                  | [ˈt̪ut̪ːi]               | Pacificador             | Laminar denti-alveolar. |
| Francês             | Francês             | tordu                  | [t̪ɔʁd̪y]                | Torto                   | Laminar denti-alveolar. |
| Hindustâni          | Hindustâni          | तीन / تین               | [t̪iːn]                 | Três                    | Laminar denti-alveolar. Contrasta com forma aspirada.                                                                                                 |
| Indonésio           | Indonésio           | tabir                  | [t̪abir]                | Cortina                 | Laminar denti-alveolar. |
| Italiano            | Italiano            | tale                   | [ˈt̪ale]                | Tal                     | Laminar denti-alveolar. |
| Japonês             | Japonês             | 特別/tokubetsu         | [t̪o̞kɯ̟ᵝbe̞t͡sɨᵝ]          | Especial                | Laminar denti-alveolar. |
| Cassúbio            | Cassúbio            | [ exemplo necessário ] | [ exemplo necessário ] | [ exemplo necessário ]  | Laminar denti-alveolar. |
| Quirguiz            | Quirguiz            | туз                    | [t̪us̪]                  | Sal                     | Laminar denti-alveolar. |
| Letão               | Letão               | tabula                 | [ˈt̪äbulä]              | Mesa                    | Laminar denti-alveolar. |
| Mapudungun          | Mapudungun          | füṯa                   | [ˈfɘt̪ɜ]                | Marido                  | Interdental. |
| Marata              | Marata              | तबला                    | [t̪əbˈlaː]              | Tabla                   | Laminar denti-alveolar. Contrasta com forma aspirada.                                                                                                 |
| Nepali              | Nepali              | ताली                     | [t̪äli]                 | Batida de palmas        | Contrasta com forma aspirada. |
| Nunggubuyu          | Nunggubuyu          | darag                  | [t̪aɾaɡ]                | Bigodes                 | Laminar denti-alveolar. |
| Oriá                | Oriá                | ତାରା/tara                | [t̪ärä]                 | Estrela                 | Laminar denti-alveolar. Contrasta com forma aspirada.                                                                                                 |
| Pazeh               | Pazeh               | [mut̪apɛt̪aˈpɛh]         | [mut̪apɛt̪aˈpɛh]         | Continue batendo palmas | Dental. |
| Polonês             | Polonês             | tom                    | [t̪ɔm]ⓘ                 | Volume                  | Laminar denti-alveolar. |
| Português           | Muitos dialetos     | montanha               | [mõˈt̪ɐɲɐ]              | Montanha                | Laminal denti-alveolar. É provável que haja alofones entre os falantes nativos, já que pode ser africado em [tʃ], [tɕ] e/ou [ts] em certos ambientes. |
| Punjabi             | Punjabi             | ਤੇਲ / تیل               | [t̪eːl]                 | Petróleo                | Laminar denti-alveolar. |
| Russo               | Russo               | толстый                | [ˈt̪ʷo̞ɫ̪s̪t̪ɨ̞j]            | Gordo                   | Laminar denti-alveolar. |
| Gaélico escocês     | Gaélico escocês     | taigh                  | [t̪ʰɤj]                 | Casa                    | |
| Servo-croata        | Servo-croata        | туга / tuga            | [t̪ǔːgä]                | Lamento                 | Laminar denti-alveolar. |
| Esloveno            | Esloveno            | tip                    | [t̪íːp]                 | Tipo                    | Laminar denti-alveolar. |
| Espanhol            | Espanhol            | tango                  | [ˈt̪aŋɡo̞]               | Tango                   | Laminar denti-alveolar. |
| Sueco               | Sueco               | tåg                    | [ˈt̪ʰoːɡ]               | Três                    | Laminar denti-alveolar. |
| Temne               | Temne               | [ exemplo necessário ] |                        | –                       | Dental. |
| Turco               | Turco               | at                     | [ät̪]                   | Cavalo                  | Laminar denti-alveolar. |
| Ucraniano           | Ucraniano           | брат                   | [brɑt̪]                 | Irmão                   | Laminar denti-alveolar. |
| Usbeque             | Usbeque             | [ exemplo necessário ] | –                      |                         | Laminar denti-alveolar. Pouco aspirada depois de vogais.                                                                                              |
| Vietnamita          | Vietnamita          | tuần                   | [t̪wən˨˩]               | Semana                  | Laminar denti-alveolar. Contrasta com forma aspirada.                                                                                                 |
| Zapoteco            | Tilquiapano         | tant                   | [t̪ant̪]                 | Tão                     | Laminar denti-alveolar. |